# 1135 Colchis
Az 1135 Colchis (ideiglenes jelöléssel 1929 TA) a Naprendszer kisbolygóövében található aszteroida. Grigorij Neujmin fedezte fel 1929. október 3-án.